# Gienger-Salto
Der Gienger-Salto ist ein Flugelement am Reck bzw. ein Salto rückwärts gebückt mit einer halben Längsachsendrehung (LAD) vor der Reckstange. Es ist im CdP (Code de Pointage) als C-Teil (Nr. 269 -  bzw.) eingestuft mit einem D-Wert von 0,3 Punkten. Benannt wurde er nach dem deutschen Gerätturner und Olympiamedaillengewinner Eberhard Gienger, der ihn 1977 kreierte. Im Frauenturnen wird der Gienger-Salto am Stufenbarren geturnt.